# ژورک
ژورک (به مجاری:  Zsurk) یک منطقهٔ مسکونی در مجارستان است که در سابولچ-ساتمار-برگ واقع شده‌است. ژورک ۱۵٫۳۹ کیلومتر مربع مساحت و ۷۸۷ نفر جمعیت دارد.